# ایکو ماتسودا
ایکو ماتسودا (انگلیسی: Eiko Matsuda؛ ۱۸ مهٔ ۱۹۵۲ – ۹ مارس ۲۰۱۱) هنرپیشه اهل ژاپن بود. از فیلم‌هایی که وی در آن نقش داشته است، می‌توان به در قلمرو احساسات اشاره کرد.